# Lycodonomorphus whytii
Lycodonomorphus whytii är en ormart som beskrevs av Boulenger 1897. Lycodonomorphus whytii ingår i släktet Lycodonomorphus och familjen snokar.
Denna orm förekommer med flera från varandra skilda populationer i södra Tanzania. Arten lever i kulliga områden och i bergstrakter mellan 300 och 1500 meter över havet. Den vistas vanligen intill vattendrag, insjöar eller träskmarker i fuktiga skogar. Individerna gömmer sig i jordhålor, under stenar eller under träbitar som ligger på marken. Födan utgörs antagligen av groddjur och fiskar. Honor lägger ägg.
Beståndet hotas av skogens omvandling till jordbruks- och annan odlingsmark. Antagligen är Lycodonomorphus whytii vanligt förekommande i lämpliga landskap. IUCN kategoriserar arten globalt som livskraftig.